# Не забудьте вимкнути телевізор
«Не забудьте вимкнути телевізор» — радянський художній фільм 1986 року, знятий режисером Микола Лук'янов на кіностудії «Білорусьфільм».

## Сюжет
Батьки шестирічного Гоші, їдучи у відрядження, як завжди залишають сина під опікою фірми «Зоря». Цього разу Гошиною нянею стає студентка педагогічного інституту — чуйна та сумлінна Саша, якій Гоша одразу розповідає свою таємницю: виявляється, ведучий телепрограми «Вечірня казка» Ілля Гуров — його батько, який давно залишив їх із мамою. Помітивши, що хлопчикові справді не вистачає чоловічого виховання, Саша вирішує відновити сім'ю.

## У ролях
- Юлія Яковлєва — Саша Бистрова, няня Гоши, студентка педагогічного інституту
- Георгій Бєлєнький — Гоша
- Євген Стеблов — Ілля Степанович Гуров, артист
- Ірина Метлицька — Томка, подруга Сашка, соціальна працівниця
- Ростислав Янковський — Михайло Михайлович, інвалід війни, любитель книг
- Людмила Ариніна — Ніна Олександрівна, мати Іллі Гурова, вчена
- Августин Милованов — Федір Мінаєв, режисер на телебаченні, друг Іллі Гурова
- Наталія Єгорова — Анна Іванівна, мама Гоші
- Олександр Безпалий — Максим Михайлович, тато Гоші
- Стефанія Станюта — Калерія Павлівна, гримерка на телебаченні
- Валентин Букін — сусід Іллі Гурова, шкільний приятель
- Борислав Брондуков — Вікентій Ігнатович
- Андрій Анкудінов — наречений Саші, романтик із гітарою
- Т. Глигало — помрежисера
- Володимир Грицевський — член знімальної групи
- Наталія Курсевич — робітниця телебачення
- Юрій Кухарьонок — міліціонер
- Юрій Лєсной — Герасим, член знімальної групи
- Олександр Кашперов — Коля, оператор
- Тамара Муженко — продавчиня книгарні
- Ірина Нарбекова — пасажирка автобуса
- Ольга Смоляк — вихователька у дитячому садку
- Володимир Січкар — член знімальної групи
- Світлана Турова — пасажирка автобуса
- Жаннета Четверикова-Друцька — тітка Зіна
- Аркадій Інін — працівник телебачення
- Марія Піскунова — епізод
- Микола Лук'янов — епізод

## Знімальна група
- Режисер — Микола Лук'янов
- Сценаристи — Аркадій Інін, Юрій Волович
- Оператор — Володимир Споришков
- Композитор — Валерій Іванов
- Художник — Алім Матвійчук